# Mouila

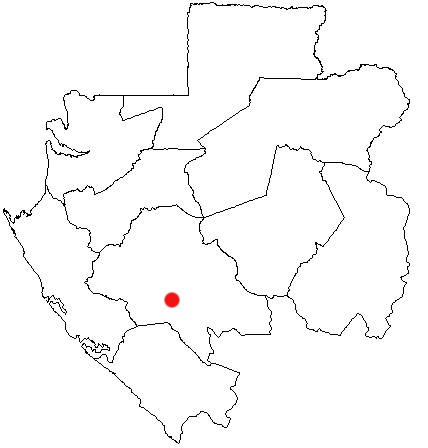
Localização de Mouila, no Gabão.

Mouila é a capital e maior cidade da província de Ngounié, no Gabão. No último censo realizado em 1993 possuía 16.307 habitantes.
Mouila é banhada pelo Rio Ngounié. Na cidade está localizado o Lac Bleu, um lago conhecido por sua água azul cristalina.